# Maison de Henri IV (Saint-Valery-en-Caux)
La maison de Henri IV est un édifice situé sur la commune de Saint-Valery-en-Caux, en Seine-Maritime, en France. Elle fait l’objet d’un classement au titre des monuments historiques depuis 1920 et 1941.

## Localisation
L'édifice est situé quai de la Batellerie.

## Historique
La maison est datée de 1540 et construite par Guillaume Ladiré, armateur. Les auteurs des éléments sculptés travaillaient peut-être sur les chantiers navals. L'édifice est remanié durant les siècles suivants, jusqu'au XIXe siècle.   
Le monument est classé comme monument historique depuis le 20 juillet 1920 pour la façade sur le quai et depuis le 5 mai 1941 pour les façades sur la rue et la cour.
En 1936 la maison est donnée à la commune et transformée en musée.  

## Description
L'édifice est bâti à pans de bois et en grès. La cour comporte une tourelle d'escalier, des galeries du XVIe siècle et des éléments datés des siècles suivants.  
Il comporte des décors sculptés de personnages, saints patrons et Indiens du Brésil, et animaux marins.  Une figure d'« Indien adorant le Soleil » figure parmi les représentations les plus curieuses.  